# الاتفاقية الدولية لخطوط التحميل
الاتفاقية الدولية لخطوط التحميل وقعت في لندن في 5 أبريل 1966 المعدلة ببروتوكول عام 1988 ومنقحة مرة أخرى في عام 2003. اعتمد بروتوكول عام 1988 لمواءمة متطلبات الدراسة والشهادات لاتفاقية عام 1966 مع تلك الواردة في الاتفاقية الدولية لسلامة الأرواح في البحار وماربول 73/78.
وفقا للاتفاقية الدولية لخطوط التحميل يجب وضع علامة على كافة خطوط التحميل المخصصة وسط السفينة على كل جانب من السفن التي تقوم برحلات دولية. تحسب قرارات من عائم للسفن و / أو التحقق من قبل جمعيات التصنيف التي تصدر شهادات التحميل الدولية وفقا لتشريعات الدول المشاركة.
تنص هذه الاتفاقية على شروط المسح وإصدار ومدة صلاحية السفينة وقبول شهادات خط التحميل الدولية فضلا عن اتخاذ تدابير رقابة الدولة ذات الصلة والإعفاءات والاستثناءات.
مرفقات الاتفاقية تحتوي على أنظمة مختلفة لتحديد خطوط التحميل بما في ذلك تفاصيل وضع العلامات والتحقق من العلامات وشروط تعيين العائم وجداول العائم والتصحيحات وأحكام خاصة للسفن المخصصة لنقل الأخشاب ونموذج معد لخط التحميل الدولي.
وفقا لملاحق الاتفاقية فقد أخذ في الاعتبار أيضا هي المخاطر المحتملة الحالية في مناطق مختلفة ومواسم مختلفة وتدابير السلامة الإضافية بشأن الأبواب وغيرها.